# Claude de Bourdeille
Claude de Bourdeille, comte de Montrésor (* 1606; † 1663) war ein französischer Adliger, der in den Intrigen der ersten Hälfte des 17. Jahrhunderts hervortrat. Er ist darüber hinaus als Verfasser von Erinnerungen bekannt.

## Leben
Der Graf von Montrésor war der Großneffe des Schriftstellers Pierre de Bourdeille, seigneur de Brantôme. Er wurde 1635 einer der Günstlinge von Jean-Baptiste Gaston de Bourbon, duc d’Orléans, dem jüngeren Bruder des Königs Ludwig XIII. Bourdeille, Orléans und Louis de Bourbon-Condé, comte de Soissons bereiteten gemeinsam den Anschlag auf Richelieu vor, der 1636 im Feldlager vor Amiens scheiterte.
Claude de Bourdeille zog sich danach für sechs Jahre auf seine Güter zurück, schloss sich aber 1642 der Cinq-Mars-Verschwörung an, die sich ebenfalls gegen Richelieu richtete. Deren Scheitern zwang ihn zur Flucht nach England.
Richelieus Tod im gleichen Jahr erlaubte ihm die Rückkehr, doch seine Teilnahme an der ebenfalls gescheiterten Cabale des Importants (unter Führung von François de Vendôme und der Duchesse de Chevreuse), die sich nun gegen Jules Mazarin richtete, führte zu einem weiteren Exil, diesmal in den Niederlanden.
Ein weiteres Mal nach Frankreich zurückgekehrte schloss er sich erneut der Duchesse der Chevreuse und jetzt dem Kardinal von Retz und damit der Fronde an, was ihm diesmal die Inhaftierung erst in der Bastille und dann im Schloss Vincennes einbrachte. 1653 unterwarf er sich Mazarin und zog sich danach aus der Öffentlichkeit zurück.